# Cynoscion similis
Cynoscion similis és una espècie de peix de la família dels esciènids i de l'ordre dels perciformes.

## Morfologia
- Els mascles poden assolir 60 cm de longitud total i 2.000 g de pes.[3][4][5]

## Hàbitat
És un peix marí, de clima tropical i demersal que viu entre 20-60 m de fondària.

## Distribució geogràfica
Es troba a l'Atlàntic occidental: des de Nicaragua i Colòmbia fins al nord del Brasil.

## Ús comercial
Es comercialitza principalment fresc.

## Observacions
És inofensiu per als humans.